# Terenzio Mamiani
Terenzio Mamiani della Rovere, dernier comte de Sant'Angelo in Lizzola, né le 19 septembre 1799 à Pesaro et mort le 21 mai 1885 à Rome, est un écrivain, philosophe et homme politique italien, acteur du Risorgimento et de l'unification de l'Italie.

## Biographie
En 1827, Terenzio Mamiani, professeur à l'académie militaire de Turin, entre en contact à Florence avec le cercle des intellectuels proche de Gabinetto Vieusseux (quand il commence à participer au périodique Antologia).
Il développe sa propre expérience politique en participant à  Modène au mouvement de 1831, prenant alors la charge de ministre de l'intérieur du gouvernement provisoire de la Romagne.
En 1847, avec Domenico Buffa, il crée à Gênes le journal La Lega Italiana, remplacé trois mois après par Il Pensiero Italiano.
En 1849, opposé à la mise en place de la république romaine, il crée à Turin, avec Vincenzo Gioberti, la Société des confédérations italiennes. Il devient ministre de l'intérieur du gouvernement pontifical sous Pie IX, poste qu'il occupe jusqu'à l'assassinat de Pellegrino Rossi. Il est élu député à l'assemblée constituante de 1849, puis ministre de l'instruction avec Cavour.
En 1857 il enseigne la philosophie de l'Histoire à l’Université de Turin, puis à l'Université de Rome « La Sapienza ».
En 1864, il devient sénateur du nouveau Royaume d'Italie.

## Hommages
Le 15 août 1896, la loge 11 settembre 1860, à l'occasion de la commémoration solennelle de Terenzio Mamiani par la ville de Pesaro, affirme publiquement son appartenance à la franc-maçonnerie et le 20 août suivant fait ajouter à son monument une couronne de bronze avec la dédicace : "Au Frère Terenzio Mamiani, la Maçonnerie Italienne".

## Publications
- Inni sacri, Paris, Per li torchii di Everat, 1832.
  - éditions suivantes : Napoli, Torchi del Tramater, 1833; Livorno, Tip. Angeloni, 1834; Inni sacri di Alessandro Manzoni, Giuseppe Borghi, Cesare Arici, T. Mamiano della Rovere, Genova, Ferrando, 1834; Livorno, Tip. Angeloni, 1839.
- Poesie, pour la première fois réunis et rangés avec l'ajout de nombreux inédits, Paris, Baudry, 1843.
  - Seconde édition avec des notes de l'auteur et l'ajout de nombreuses compositions, Imola, 1849.
  - nouvelle édition avec des notes de l'auteur et l'ajout de nombreuses compositions, Firenze, Le Monnier, 1857.
- Fondamenti della filosofia del diritto e singolarmente del diritto di punire: lettere di Terenzio Mamiani e di Pasquale Stanislao Mancini, quarta ed., Torino, Presso la Tip. G. Cassone ed il libraio G. Grondona, 1853.
- Scritti politici, Firenze, Le Monnier, 1853.
- D'un nuovo diritto europeo, Torino, Tip. Gerolamo Marzorati, 1859.
  - troisième édition revue par l'auteur, Napoli, Presso E. De Angelis, 1860.
  - Quatrième édition, Torino, Tip. scolastica Seb. Franco e figli, 1861.
- Principii direttivi della nuova legge di pubblica istruzione, Torino, Stab. Tip. Reale, 1861.
- Poesie, Firenze, Le Monnier, 1864.
- Prose letterarie, Firenze, Barbèra, 1867.
- Del senso morale degli italiani: discorso letto nel palazzo delle Belle Arti in Firenze, li 10 maggio 1868, estr. da "La Scienza del Popolo", Milano, Treves, 1868.
- Intorno alla istruzione pubblica: relazione ai signori componenti il governo provvisorio di Roma e sua provincia, Roma, Stabilimento Rechiedei e Ripamonti, 1871.
- Sulla psicologia e la critica della conoscenza: lettere di Terenzio Mamiani al prof. Sebastiano Tirbiglio, Roma, Salviucci, 1880.
- Delle questioni sociali e particolarmente dei proletarj e del capitale: libri tre, Roma, Tipografia dell'Opinione, 1882.
- Del papato nei tre ultimi secoli: compendio storico-critico, Milano, Treves, 1885.
- Poesie e prose scelte di Terenzio Mamiani con un discorso su la vita e le opere dell'autore a cura di Giovanni Mestica, Città di Castello, Scipione Lapi, 1886.
- Terenzio Mamiani, Lettere dall'esilio raccolte e ordinate da Ettore Viterbo, Roma, Società  Editrice Dante Alighieri (vol. 1: 1831-1845; vol. 2: 1846-1849).
- Tullio Ronconi, Lettera all'illustre signor conte Terenzio Mamiani sulle induzioni che J. Stuart Mill dice improprie, estratto dalla "Filosofia delle scuole italiane", Roma, Tip. Salvucci, 1882.
- Adolfo Mabellini, Di un carteggio inedito di Terenzio mamiani con Filippo Luigi Polidori, Fano, Tip. Letteraria, 1909.
- Vincenzo Gioberti, Corrispondenze con Terenzio Mamiani, a cura di Ettore Viterbo, 	(per Nozze Ferroni-Fradeletto, settembre 1910), Pesaro, Stab. d'Arti Grafiche G. Federici, 1910.
- Catalogo del fondo comunale Mamiani della Biblioteca Oliveriana: lettere ricevute da Terenzio Mamiani dal 1932 al 1885, a cura di Italo Zicari, estratto da "Studia oliveriana", VIII-IX, 1960-1961.
- Giampiero Bozzolato, Una lettera inedita di Terenzio Mamiani del 1832 : (contributo alla storia dei rapporti tra Italia e Polonia durante il Risorgimento), in "Memorie della Accademia Patavina di Scienze, Lettere e Arti: classe di scienze morali, lettere ed arti", 75, 1962-63.
- Giuseppe Laras, Quattro lettere inedite di Benamozegh a Terenzio Mamiani, "La Rassegna mensile di Israel", serie III, XXXIV / 3, 1968, pp. 156–162.